# Moor Park (métro de Londres)
Pour les articles homonymes, voir Moor Park et Moor.
Moor Park (en anglais : Moor Park tube station, ou Moor Park Underground station), est une station de la ligne Metropolitan, en zone 6 et 7 Travelcard. Elle est située sur la Sandy Lodge Lane à Moor Park (en) dans le district de Three Rivers (Comté de Hertfordshire), en dehors des limites du territoire du Grand Londres.

## Histoire
La station est mise en service le 9 mai 1910, elle est alors dénommée Sandy Lodge.

## À proximité
- Moor Park (en)